# Republikeinse Partij (Namibië)
De Republikeinse Partij (Afrikaans: Republikeinse Party, Duits: Republikanische Partei, Engels: Republican Party) is een Namibische politieke partij. De partij haalde 1 zetel (0,81% van de stemmen) bij de parlementsverkiezingen van 2009.

## Geschiedenis
In 1977 scheidde een groep voorstanders van geleidelijke onafhankelijkheid van Zuid-Afrika en de afschaffing van apartheidswetten binnen de Nasionale Party van Suidwes-Afrika (NPSWA, afdeling van de regerende Zuid-Afrikaanse Nasionale Party) zich af van deze blanke Namibische partij en vormden onder leiding van Dirk Mudge de Republikeinse Party (RP). De regerende Nasionale Party in Zuid-Afrika verbrak de banden met NPSWA en begon samen te werken met de RP van Mudge. De RP werd onderdeel van de Demokratiese Turnhalle Alliansie (DTA), een samenwerkingsverband van etnische partijen. Mudge werd voorzitter van de DTA en combineerde dit voorzitterschap met het leiderschap van de RP.
In 1978 won de DTA de door Zuid-Afrika georganiseerde verkiezingen voor de Wetgevende Vergadering, het autonome parlement van Zuidwest-Afrika (de toenmalige benaming van Namibië). Mudge vormde een multiraciaal kabinet dat gedomineerd werd door de DTA. Op 1 juli 1980 werd Dirk Mudge voorzitter van de Ministerraad van Zuidwest-Afrika. Mudge was van 1980 tot 1983, in 1986 en in 1988 voorzitter van de Ministerraad namens de DTA/RP. De parlementsverkiezingen van 1989 werden gewonnen door SWAPO, de bevrijdingsorganisatie en grootste politieke tegenstander van de DTA.
De RP bleef na de onafhankelijkheid van Namibië in 1990 binnen de DTA. In 2003 besloot de voorzitter van de RP, Henk Mudge – zoon van Dirk – de partij als zelfstandige partij te laten herleven. Dit stuitte op fel verzet van de leiding van de DTA. Bij de parlementsverkiezingen van november 2004 werd Henk Mudge als enige lid van de RP in de Nationale Vergadering gekozen. Bij de presidentsverkiezingen van dat jaar was Mudge kandidaat voor het presidentschap en behaalde 1,95% van de stemmen. Bij de parlementsverkiezingen van 2009 werd Mudge als parlementslid herkozen.
Henk Mudge behaalde bij de presidentsverkiezingen van 2009 maar 1,16% van de stemmen. RP behaalde een zetel in het parlement, die bekleed werd door Henk Mudge. In maart 2011 deed hij afstand van deze zetel en werd hij opgevolgd door Clara Gowases, die tweede op de verkiezingslijst was en woordvoerster van de partij was geweest.
In september 2010 gingen RP en Rally for Democracy and Progress ermee akkoord om samen te werken en in de toekomst te gaan fuseren. In februari 2013 werden deze plannen verder geconcretiseerd. In maart 2014 werden de plannen stopgezet vanwege personen in RDP met een eigen agenda en verschillende belangen. RP zou haar eigen structuren nu meer uitbouwen en bleef openstaan voor samenwerking met andere partijen. Samen met deze beslissing besloot Henk Mudge de RP niet deel te laten nemen aan de presidentsverkiezingen van 2014 en de kandidaat van Swapo, Hage Geingob, te steunen. De beslissing zou worden goedgekeurd door een partijcongres in april 2014.

## Ideologie
De RP is een conservatieve partij. Hoewel de partij zelf multiraciaal zegt te zijn, kan de RP toch vooral rekenen op steun van de blanke bevolking (Afrikaners, Duitsers) en in mindere mate van de kleurlingen.

## Voorzitters
De huidige voorzitter is Henk Mudge. Zijn plaatsvervanger is Zoom Walubita.
- Dirk Mudge : 1977 - 1990
- Henk Mudge : 1990 - heden

## Mandatarissen

### Nationaal

#### Wetgevende Macht
Nationale Vergadering
- Clara Gowases

## Verwijzingen
1. ↑  http://www.klausdierks.com/Chronology/117.htm
2. ↑  Volgens de hoofdpagina van ecn.na
3. ↑  Albertina Nakale, Mudge resigns as RP leader, New Era, 16 maart 2011
4. ↑  RDP, RP revive merger plans, Namibian Sun, 20 februari 2013
5. ↑  Shinovene Immanuel, RP divorces RDP, courts Swapo’s Geingob, The Namibian, 26 maart 2014
6. ↑  http://news.bbc.co.uk/2/hi/africa/4006405.stm
7. ↑  Gearchiveerde kopie. Gearchiveerd op 2 juni 2016. Geraadpleegd op 13 december 2009.